# Kawasaki Daishi
Kawasaki Daishi (川崎大師, Kawasaki Daishi) est le nom informel du Heiken-ji (平間寺, Heiken-ji) à Kawasaki au Japon. Fondé en 1128, c'est le siège de la secte Chisan de l'école bouddhiste Shingon. Kawasaki Daishi est un temple populaire pour Hatsumōde (la première visite au sanctuaire shintō ou au temple bouddhiste du Nouvel An japonais). En 2006, 2,72 millions de personnes sont venues ici pour Hatsumōde, la troisième plus grande fréquentation au Japon et la plus importante dans la préfecture de Kanagawa. Keihin Electric Express Railway, la plus ancienne compagnie de chemin de fer de la région du Kantō, a commencé dès janvier 1899 à relier Kawasaki Daishi à Tokyo.

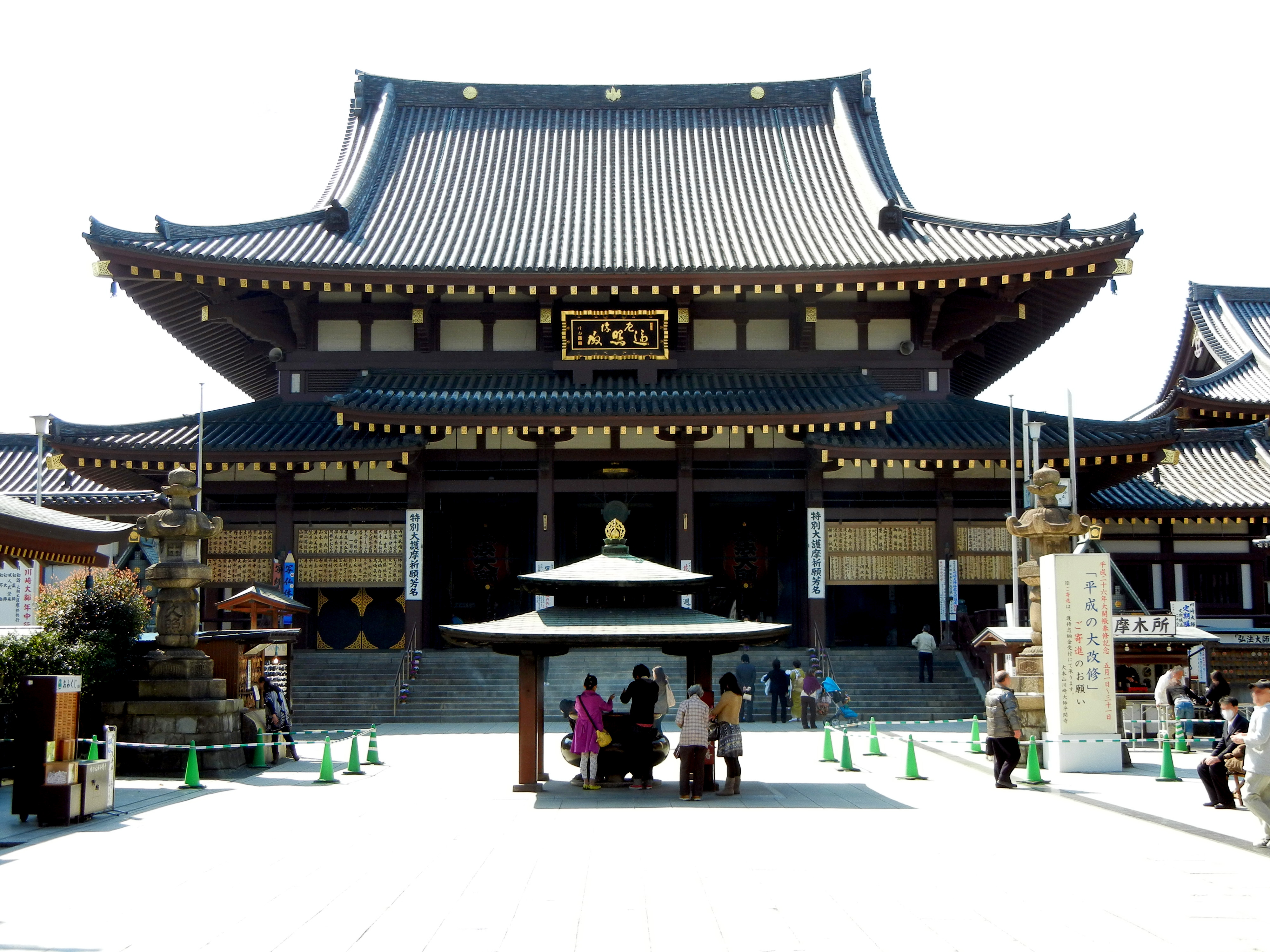
Kawasaki Daishi.
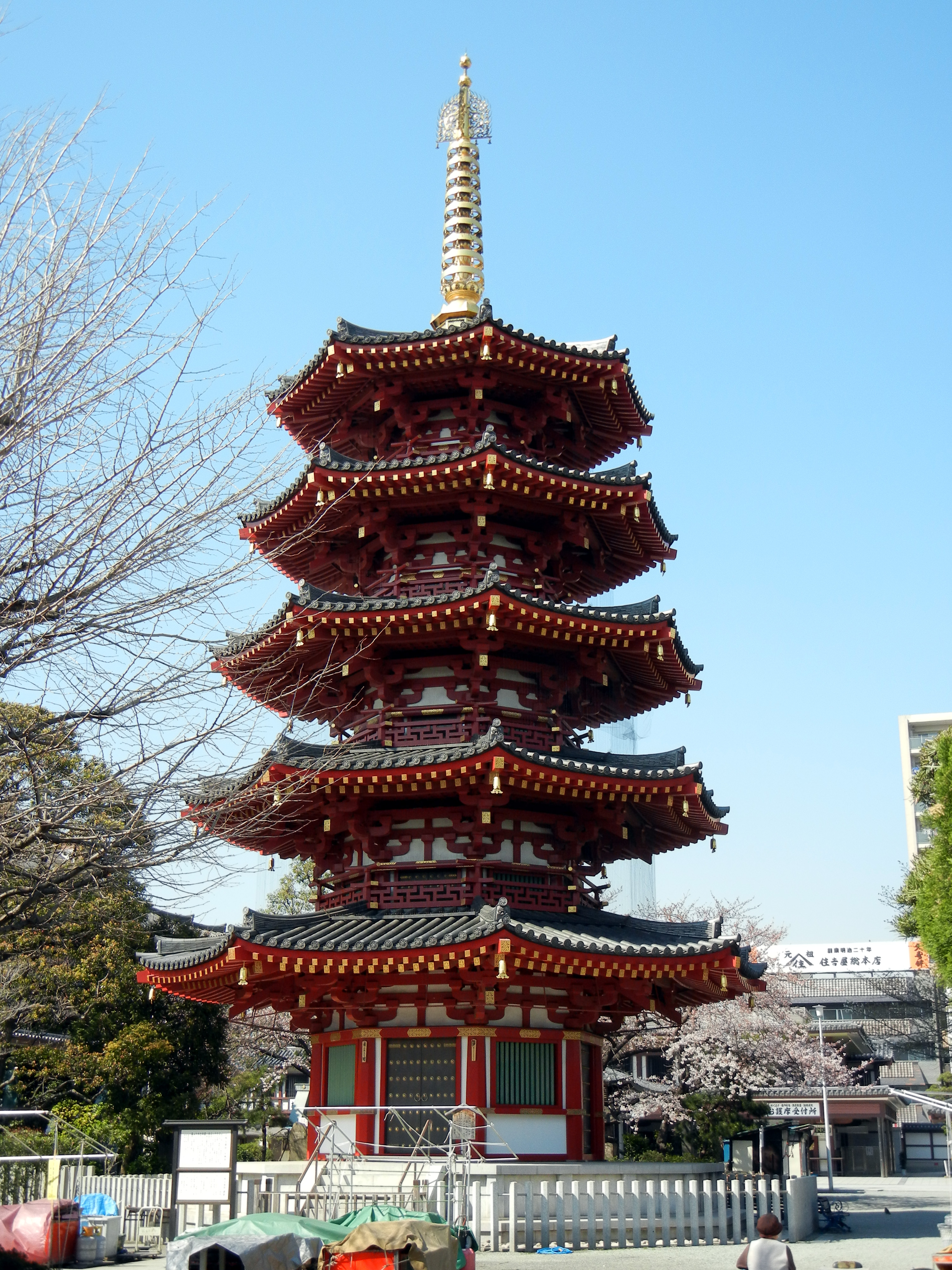
Kawasaki Daishi.
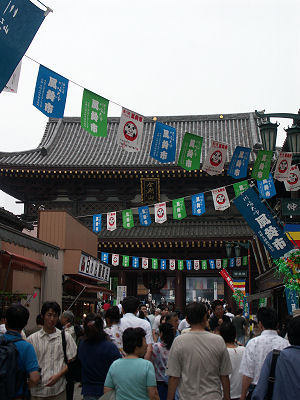
Kawasaki Daishi.
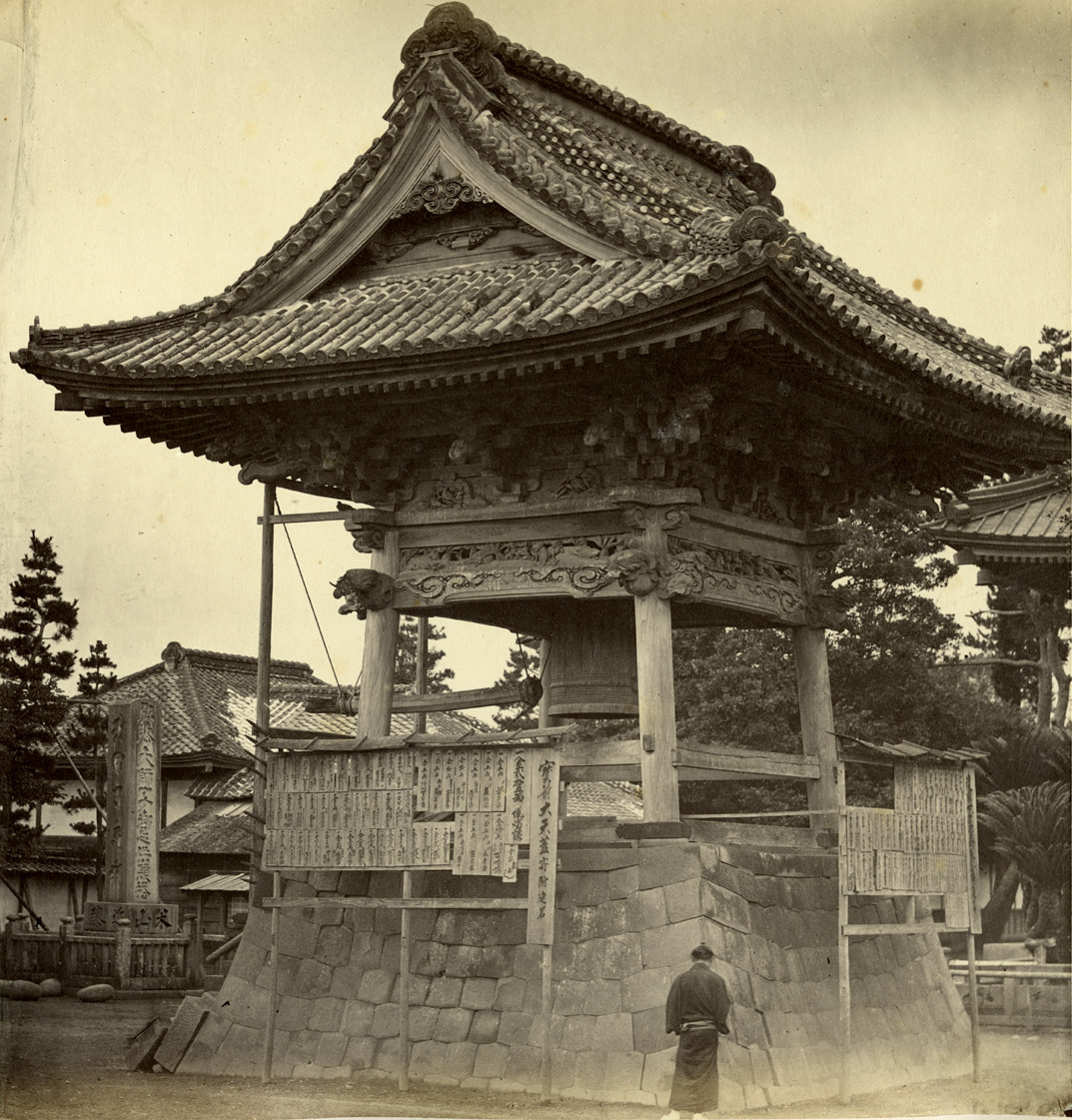
Kawasaki Daishi.